# Ildikó Rejtő
Pour les articles homonymes, voir Ildikó.
Dans le nom hongrois Rejtő Ildikó, le nom de famille précède le prénom, mais cet article utilise l’ordre habituel en français Ildikó Rejtő, où le prénom précède le nom.
Ildikó Rejtő (Ildikó Ujlaky-Rejtő) est une escrimeuse hongroise sourde née le 11 mai 1937 à Budapest. Elle a détenu le record de médailles olympiques en fleuret avant l'arrivée de Valentina Vezzali.
Ildikó Rejtő participe à toutes les olympiades de 1960 à 1976. Elle y remporte sept médailles en fleuret individuel et par équipes : 2 en or, 3 d'argent, et 2 de bronze, ce qui en fait une des tireuses les plus titrées de la discipline avec Valentina Vezzali.

## Biographie

### Jeunesse
Du fait de sa surdité, ses débuts en club sont complexes. A 15 ans, ses maîtres d'armes doivent lui écrire les instructions et conseils sur papier et elle ne peut presque pas communiquer avec ses camarades dès lors qu'ils mettent leurs masques.

### Carrière
Avec Andrea Ehrig, elle est l'une des deux seules personnes à avoir gagné une médaille olympique sous trois noms de famille différents : Rejtő (1960) à la suite de son mariage avec Jenő Újlaky, Ujlakiné-Rejtő (1964, 1968) et Ságiné-Ujlakiné-Rejtő (1972, 1976).

## Palmarès
- Jeux olympiques
  -  Médaille d'or en individuel aux Jeux olympiques de 1964 à Tokyo
  -  Médaille d'or par équipes aux Jeux olympiques de 1964 à Tokyo
  -  Médaille d'argent par équipes aux Jeux olympiques de 1972 à Munich
  -  Médaille d'argent par équipes aux Jeux olympiques de 1960 à Rome
  -  Médaille d'argent par équipes aux Jeux olympiques de 1968 à Mexico
  -  Médaille de bronze en individuel aux Jeux olympiques de 1968 à Mexico
  -  Médaille de bronze par équipes aux Jeux olympiques d'été de 1976 à Montréal
- Championnats du monde
  -  Médaille d'or par équipes aux Championnats du monde de 1959 à Budapest
  -  Médaille d'or par équipes aux Championnats du monde de 1962 à Buenos Aires
  -  Médaille d'or en individuel aux Championnats du monde de 1963 à Gdańsk
  -  Médaille d'or par équipes aux Championnats du monde de 1967 à Montréal
  -  Médaille d'or par équipes aux Championnats du monde de 1973 à Göteborg
  -  Médaille d'argent par équipes aux Championnats du monde de 1961 à Turin
  -  Médaille d'argent par équipes aux Championnats du monde de 1963 à Gdańsk
  -  Médaille d'argent par équipes aux Championnats du monde de 1966 à Moscou
  -  Médaille d'argent par équipes aux Championnats du monde de 1971 à Vienne
  -  Médaille d'argent en individuel aux Championnats du monde de 1971 à Vienne
  -  Médaille d'argent par équipes aux Championnats du monde de 1974 à Grenoble
  -  Médaille d'argent par équipes aux Championnats du monde de 1975 à Budapest
  -  Médaille de bronze en individuel aux Championnats du monde de 1958 à Philadelphie
  -  Médaille de bronze par équipes aux Championnats du monde de 1969 à La Havane
  -  Médaille de bronze en individuel aux Championnats du monde de 1973 à Göteborg
- Championnats de Hongrie
  -  Médaille d'or en individuel aux Championnats de Hongrie de 1958
  -  Médaille d'or en individuel aux Championnats de Hongrie de 1961
  -  Médaille d'or en individuel aux Championnats de Hongrie de 1962
  -  Médaille d'or en individuel aux Championnats de Hongrie de 1969
  -  Médaille d'or en individuel aux Championnats de Hongrie de 1970
  -  Médaille d'or en individuel aux Championnats de Hongrie de 1972

## Décorations
- Élue sportive hongroise de l'année en 1963 et 1964[4]